# Quem Espera por Sapatos de Defunto Morre Descalço
Quem espera por sapatos de defunto morre descalço (1971) é um filme português, uma curta-metragem de ficção de João César Monteiro. Notado pela sua ousadia formal e temática, é uma obra marcante na filmografia do realizador visto conter, no essencial, os leitmotiv que a identificam. Longa-metragem falhada, é uma das primeiras curtas-metragens de ficção do Novo Cinema.
Estreia na RTP 2, a 2 de Junho de 1979.

## Ficha sumária
- Argumento – João César Monteiro
- Realizador – João César Monteiro
- Produtor – João César Monteiro
- Actor principal  –  Luís Miguel Cintra
- Formato – 16 mm, preto e branco
- Duração – 33’

## Sinopse
História patética do «lívido Lívio», jovem intelectual de Lisboa, originário de uma família pequeno-burguesa desiludida, cuja namorada o abandona. Lívio percorre a cidade na esperança de arranjar algum dinheiro que lhe preencha um poucochinho o vazio do bolso, com expedientes infrutíferos. O diálogo de actores inexperientes com uma câmara importuna.

## Enquadramento histórico

### story-line
1 - sapatos parados
Lisboa, ano de 1965. Tudo começa com as ousadias de um jovem de vinte e seis anos, de «infância caprichosa e bem nutrida» que, com algum dinheirinho cravado a devotos amigos, consegue começar a fazer um filme ao qual dará o título paradigmático e premonitório de Quem espera por sapatos de defunto morre descalço, filme no humilde formato de 16 mm : «Dois dias de filmagens e rabinho entre as pernas. Falta de xis». Ficam os sapatos parados, a apanhar pó na prateleira.
2 - flash-back
1955. Acabado de chegar com a família da província, frequenta o imberbe João o colégio do dr. Mário Soares, no Campo Grande, donde acaba «por ser expulso ao contrair perigosíssima doença venérea». A morte súbita do pai deixa-o «perplexo e sem um chavo, a coçar a cabeça».
1960. Faz-se de amizades com um também jovem aspirante a cineasta chamado Alberto Seixas Santos, futuro professor de vários futuros cineastas, pessoa que tem a bondade de lhe «ensinar um pouco do muito que sabe de cinema».
1961. Feita a amizade, fazendo-se à vida, lá consegue o jovem ascender ao cargo de assistente de realização do emblemático realizador e produtor Perdigão Queiroga, mas, pouco vocacionado para negócios, logo se pira, a meio do primeiro filme que lhe metem nas unhas, um filme destinado a «fazer desaparecer em três penadas o mau cheiro do sovaco». Coisa que, segundo afirma na sua auto-biografia, faz com que o internem «num hospício para acalmar as febres». De novo «na vida civil», lá se vai desenrascando, o que não o livra «de amouchar durante um ano, como escriba de Filmes Castello Lopes, Lda».
1963. Tendo sabido na roda do ofício que a roda da fortuna rodava ali ao lado, tem a sorte de, «na injusta qualidade de bolseiro da Fundação Calouste Gulbenkian», partir para Londres a fim de frequentar a London School of Film Technique. Afirma o afortunado «que nunca por aquela escola passou aluno tão mau», mas não sente «grandes culpas no cartório : é que de facto os ingleses não nasceram para o cinema».
3 - sapatos a andar
1965, Lisboa, Avenida de Roma. Conhece Monteiro Paulo Rocha e os seus «Verdes Anos»,  Fernando Lopes e o seu Belarmino, pessoas de quem se tornará fiel amigo. São os tempos heróicos do Vává, café da Praça dos Estados Unidos da América, quartel-general onde estes e alguns dos «jovens turcos» portugueses, fanáticos da Sétima Arte, se encontram em animadas tertúlias. Lembram-se certos deles que certo dia os xis se esgotam no bolso do desventurado. Para remediar a coisa, contam eles, resolve o Monteiro pedir à mãe que vá ao Vává fazer junto da malta um peditório … para o funeral do filho : coisa triste, morte súbita. E a pobre mulher lá vai, voltando do café com aquilo de que o pobre rapaz tanto precisa.
1968. Após um reconfortante período em que descobre «que mães há muitas e pai só um, o celeste», protegido pela graça divina que lhe espicaça o instinto, é recomendado por um dos amigos ao produtor Ricardo Malheiro. Faz um filme sobre Sophia de Mello Breyner Andresen, notável escritora, mas (ó desgraça!) o produtor Malheiro vai à falência e só mais tarde, em  1972, a obra será acabada.
1969. Incitado por bons amigos, resolve retomar o projecto Quem espera por sapatos de defunto morre descalço, cujas filmagens se arrastam por dois anos. Numa altura «em que já deita o filme pelos olhos», a Fundação Gulbenkian concede-lhe um subsidio de 180 contos. Mete logo algum desse dinheiro no bolso, sempre vazio, e vai dar uma voltinha até Itália e Paris. Esgotada a finança, volta para concluir o filme.
4 - sapatos apertados
Depois de receber a última prestação da Gulbenkian, parte outra vez para um passeio, bem mais longo, ora de comboio, ora à boleia. Novamente regressado, decide levar a coisa a peito e concluir a obra. Porém, a censura do Estado Novo não gosta daquilo que vê e exige que ele faça cortes dramáticos. Incorruptível, o ainda jovem cineasta reage mal e o filme, que deveria ter sido uma longa-metragem, fica por acabar, a apanhar ainda mais pó na prateleira. Felizmente, embora mais curta que o previsto, a obra estreia em 1979, na RTP 2, dirigida então pelo já velho amigo Fernando Lopes, em formato de curta-metragem, que faz doer os pés.

### moral da história
Quem espera por sapatos de defunto morre descalço é um velho provérbio que ilustra bem a sabedoria do povo, categoria social à qual João César Monteiro humildemente julga pertencer. Por isso, e com toda a honestidade que o caracteriza (sempre foi intransigente na deontologia),  adapta o provérbio ao cinema, para prevenir os incautos. Gesto nobre que um conhecido crítico de cinema assim comenta :  «resistência moral e uma inquietação estética exemplares» (Jorge Leitão Ramos – Dicionário do Cinema Português).
Na obra, truncada mas concluída, enredo não há, apenas «um malicioso e melancólico perambular por ruas, cenários, citações e falas». Na fita estreia-se como actor de cinema Luís Miguel Cintra, um dos tais fiéis amigos, no papel do desesperado Lívio, que às tantas, farto de penar aos caídos pelas ruas da cidade, desabafa :  «Já estão a cair baratas do teto?». Tinha-lhe caído uma dentro do copo. Enquanto a barata se afoga, tenta ele tramar a melhor maneira de levar a viúva de um general a doar as roupas do finado a «dois pobres estudantes». Em suma : «Esse país é um cu donde não se sai» é o cerne da questão e do «provérbio cinematográfico». Apertados são os sapatinhos do general. Não cabem lá os dedinhos dos pés, mas do mal o menos. Há que tentar. E em terra de cegos quem tem um olho é rei : uma  espécie de deus dos ceguinhos.
Sendo esta a moral da história, tendo apurado como inequívoca essa triste verdade em múltiplas e variadas circunstâncias, o imaginativo João não hesita e, escolhendo outras figuras de estilo que não a simples metáfora, de novo se aventura, recorrendo a idênticos motivos e começando por se meter, ele próprio, e não outro, na pele de frade e de chefe de salteadores (Veredas - 1978). Toma-lhe o gosto e reincide, agora na figura um velho tarado, doido por rapariguinhas bonitas, antes de, a sério desta vez, ir parar de vez ao caixão. Em alucinada progressão : Veredas (1978), Recordações da Casa Amarela (1989), A Comédia de Deus (1995), Le Bassin de John Wayne (1997), As Bodas de Deus (1999), e, por fim, Vai e Vem (2003), num dramático epílogo em que o herói, João Vuvu, aparece no seu próprio velório para sacar os sapatos do defunto.
Não vá o Diabo tecê-las, antes de morrer confessa-se o João: «Andar no cinema para ser contaminado por gravíssimos defeitos de carácter não é coisa que se faça a um velho católico e apostólico romano. Não acredito que se possam fazer bons filmes em pecado mortal e, por isso, espanta-me que a cólera do Senhor não se tenha ainda abatido sobre mim. É certo que o Senhor conhece a extrema pobreza em que vivo e, não obstante os caminhos da perdição serem infinitos, tem-me guiado certeiramente no exercício da minha arte» (João César Monteiro, Morituri Te Salutant, Lisboa: Edições &ETC, 1974). Lúcido e sincero. Com uma confissão destas, de certeza que o Omnipotente lhe perdoará todos os perjúrios e pecados. É certo e sabido que, lá em cima, andam ambos agora de braço dado. Insondáveis são os desígnios do Supremo : o que ficará na Terra das diatribes do João?. Que bons exemplos? Os maus só interessam ao Diabo. A quem terá ele, o João, deixado afinal os tais sapatos?

## Ficha artística
- Lívio – Luís Miguel Cintra
- Mário – Carlos Ferreira
- Mónica – Paula Ferreira (Paula Bobone)

## Ficha técnica
- Argumento – João César Monteiro
- Realizador – João César Monteiro
- Produtor – João César Monteiro

- Fotografia – Acácio de Almeida
- Som – Alexandre Gonçalves
- Música – Alberto Gil

- Formato – 16 mm, preto e branco
- Duração – 33’

- Exteriores – Lisboa